# 罗克西·安峰
罗克西·安峰（英語：Roxy Ann Peak）坐落在美国俄勒冈州杰克逊县梅德福的东部边缘，高1090米，是西喀斯喀特山脉的一部分。山峰由多個地質層組成，大部分是火山起源的，其歷史可以追溯到渐新世早期。罗克西·安峰的下山坡主要由橡树稀树草原和开阔草原覆盖，到了上山坡和峰顶则混有针叶林。虽然山峰的相对高度较低，只有230米，却比梅德福高了670米，在罗格谷大部分地点都可以看到。该峰是梅德福最重要的视域、游憩和休闲地所在。
罗克西·安峰的首批定居者是美国境内原住民部落拉特加瓦人（Latgawa）的祖先，他们于8000到10000年前迁移至此。19世纪50年代初，大量非原住民人口来此定居导致罗格河战争爆发。战争结束后，拉特加瓦人被迫离开这一地区后前往保留地。这座山峰就是在19世纪50年代末以最早的其中一位土地所有者罗克西·安·哈钦森·休斯·鲍恩（Roxy Ann Hutchinson Hughes Bowen）命名。
1883年，梅德福市在罗克西·安峰西面建成，并在两年后注册成立。1930至1933年间，该市分别从国际狮子会和美国联邦政府获得了大量土地，并于1937年建立了占地704公顷的普雷斯科特公园。罗克西·安峰的上层山坡和峰顶的大部分区域都位于这座公园的保护范围，并且很大程度上没有经过人类的开发。山峰的南部山麓有一些快速扩张的独户住宅区。

## 地质
罗克西·安峰属于历史悠久的西喀斯喀特的组成部分，这些部分受到了深层的侵蚀，附近还有派勒特岩（Pilot Rock）、灰熊峰（Grizzly Peak）和鲍尔迪（Baldy）三座高山，都位于俄勒冈州杰克逊县境内。罗克西·安峰是由多个不同的地质层组成，其中年代最久远的是在3500到5000万前年形成的基底，包括沉积砂岩、页岩和砾岩。山峰的其余部分主要是由已有3000到3500万年历史的火山玄武岩、角砾岩和集块岩组成，人称罗克西地层:10，其中有整个喀斯喀特山脉最古老的一些岩石。峰顶由相对更耐侵蚀的玄武岩脉构成，经钾氩定年法测定其形成年代约在3082万（±200万）年前，这种构成很可能是山顶成为类似圆锥形并与周围拉开高度差的重要原因:10。罗克西·安峰的大部分下部山坡由1.2到1.5米厚的致密黏土覆盖:10:50。由于黏土的剪切强度低，土壤很容易出现蠕变、泥流和山体滑坡。这些沉积岩的最上方有多个已划分好的大规模房产开放区，其中部分土层的厚道达到6.1米:50。
罗克西·安峰的海拔高度为1090米，相对高度230米，比周围环绕的罗格谷要高670米:8-9。独特的圆形峰顶、山峰的位置和高度令其与周围景观形成明显对比，向北约25公里外的黑幕湾（Shady Cove）、向南远至约38公里外的锡斯基尤峰（Siskiyou Summit）都能清晰地看到罗克西·安峰:5:73。

## 历史

### 早年历史
人类从8000到10000年前就开始在罗克西·安峰附近生活:8-9。最早的居民属于半游牧民族，他们很有可能是通过食用鳞茎及诸如乳齿象和長角野牛之类大型哺乳动物维持生存:8-9。过去的1000年里，这片地区成为美洲原住民部落拉特加瓦人的定居点，他们把罗克西·安峰称为“Al-wiya”（音似“阿瓦雅”）:8-9。他们可能有利用这座山获取栓皮栎、捕猎黑尾鹿和小鸟，这些动植物至今仍在此繁衍生息。
1827年2月14日，彼得·斯基恩·奥格登（Peter Skene Ogden）带领一队毛皮捕手向北穿越罗格谷，成为首批造访这一地区的欧裔美国人:8-9，第一批不是原住民的定居者则要到数十年后才前来此地。人口的突然增多导致外来者和拉特加瓦人发生冲突，最终在1855到1856年引发了罗格河战争。这场战争结束后，剩下的拉特加瓦人被迫向北迁居数百英里，到达如今俄勒冈州林肯县境内的保留地生活:8-9。
早期定居者以阿朗佐·A·斯金纳（Alonzo A. Skinner）之名把这座山峰命名成斯金纳峰，他是1851到1853年间罗格谷的印第安事务代理:8-9。山峰如今使用的名称源于罗克西·安·鲍恩（Roxy Ann Bowen），她是这里最早的定居者之一。1853年，罗克西·安·鲍恩和丈夫约翰·鲍恩（John Bowen），以及斯蒂芬·泰勒（Stephen Taylor）和玛丽·泰勒（Mary Taylor）两对夫妇宣布拥有几乎整座山峰的土地所有权，到了19世纪50年代末，这座山开始以罗克西·安峰之名为人所知:8-9。
1883年11月，俄勒冈和加利福尼亚铁路绕过杰克逊县城市杰克逊维尔（Jacksonville），从罗格谷中心穿过。铁路公司还在森特勒爾波因特（Central Point）和菲尼克斯（Phoenix）之间的中途位置建立了一个火车站，并绘制了其周围82个城市街区的地图。同年12月，这一城址获名梅德福（Medford）。1884年，镇上居民在罗克西·安峰的山顶用38声礼炮庆祝第一个国庆节，每一响代表美国的一个州。梅德福的发展十分迅速，于1885年2月24日注册成市。
从20世纪初开始，罗克西·安峰的山脚主要成为梨树种植地和褐煤开采地。其中采矿业在第一次世界大战爆发后中止，许多果园都在大萧条期间废弃，但仍然有一部分留存至今。

### 普雷斯科特公园

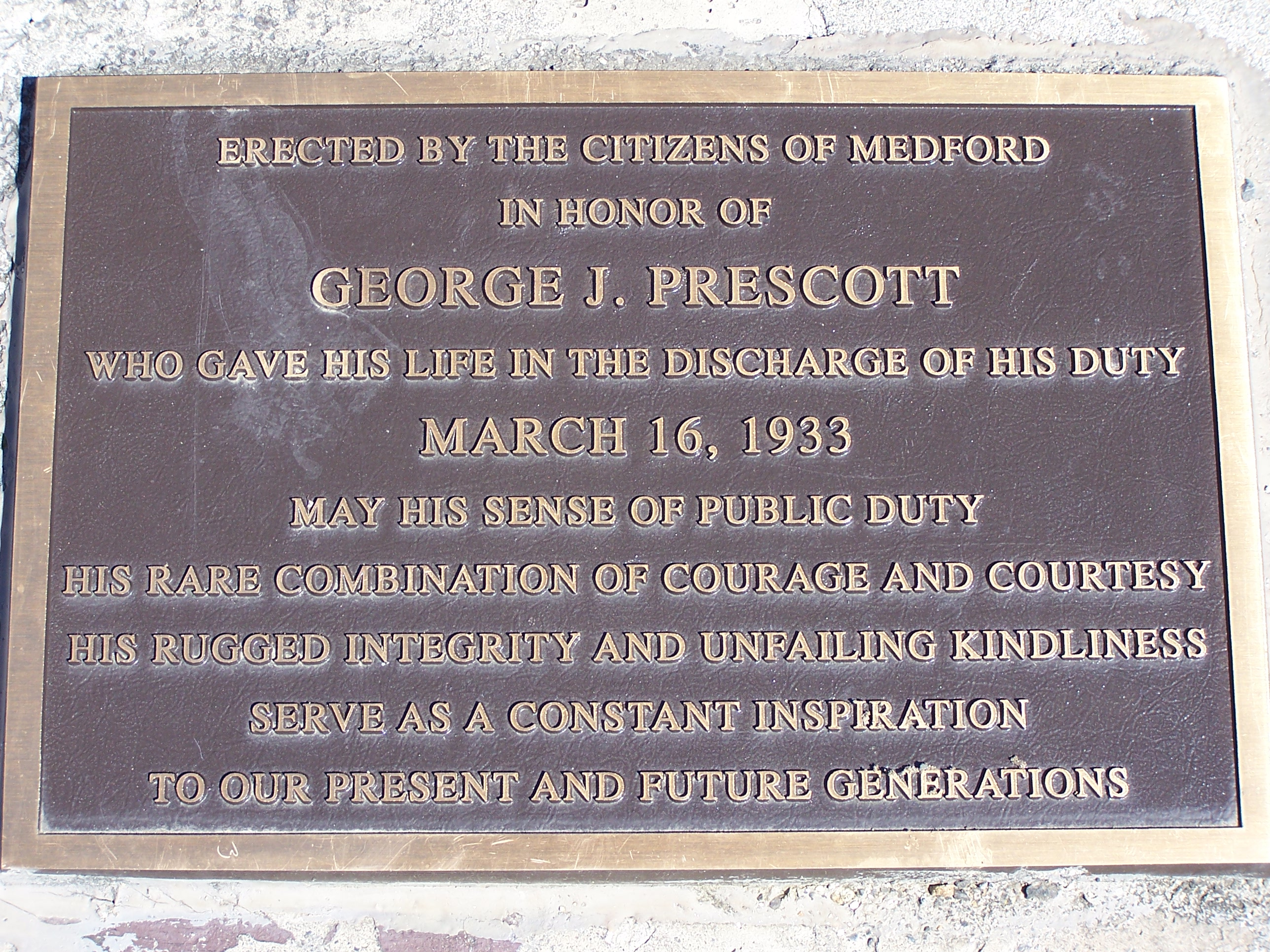
普雷斯科特公园的纪念牌匾

1929年，国际狮子会购买了山上两块很大的土地，并于次年将其中80.9公顷立契过户给梅德福用于建设康乐休闲场所:5:73:47。1931年，该市再通过《康乐和公共目的法案》（Recreation and Public Purposes Act）收购了607公顷土地:47，1933年又收购了16公顷:5:73。1937年，建成的公园命名为普雷斯科特公园，来向狮子会领导人、梅福德警察乔治··普雷斯科特（George J. Prescott）致敬，他于1933年3月16日因工殉职。
从1933年开始，平民保育团对普雷斯科特公园进行了第一轮改善，其中包括修建29公里长的步道和以及通向公园、宽4.9米的罗克西·安路，还建立了多个野餐地和观景处，并且挖出了几条排水沟:47。第二次世界大战爆发后不久，平民保育团停止了工作。由于市政预算不足，公园的维护工作只能中止，汽油配给也导致游客数量明显下降。到了1956年，平民保育团所做的改善工作已经遭受了11万美元的损失。这种年久失修的趋势接下来又持续了几十年。
时间进入20世纪90年代末时，公园中破坏、乱扔垃圾的行为以及因越野兴起造成的野火都出现激增，罗克西·安路因缺乏维护而变得几乎无法通行。由于公园位置偏远，梅德福的警员不得不花费大量时间到山上巡逻。为了缓解这些问题，梅德福市于1998年对罗克西·安路进行了彻底整修:14-15，并于两年后在靠近公园入口处安装了两扇大门。到了2006年，人为破坏已经减少了70%。
普雷斯科特公园占地面积为704.2公顷:1:8，是梅福德最大的公园，覆盖了罗克西·安峰的山顶和大部分上山坡。并且面积还达到该市其它公园总和的2.5倍:1。

### 21世纪

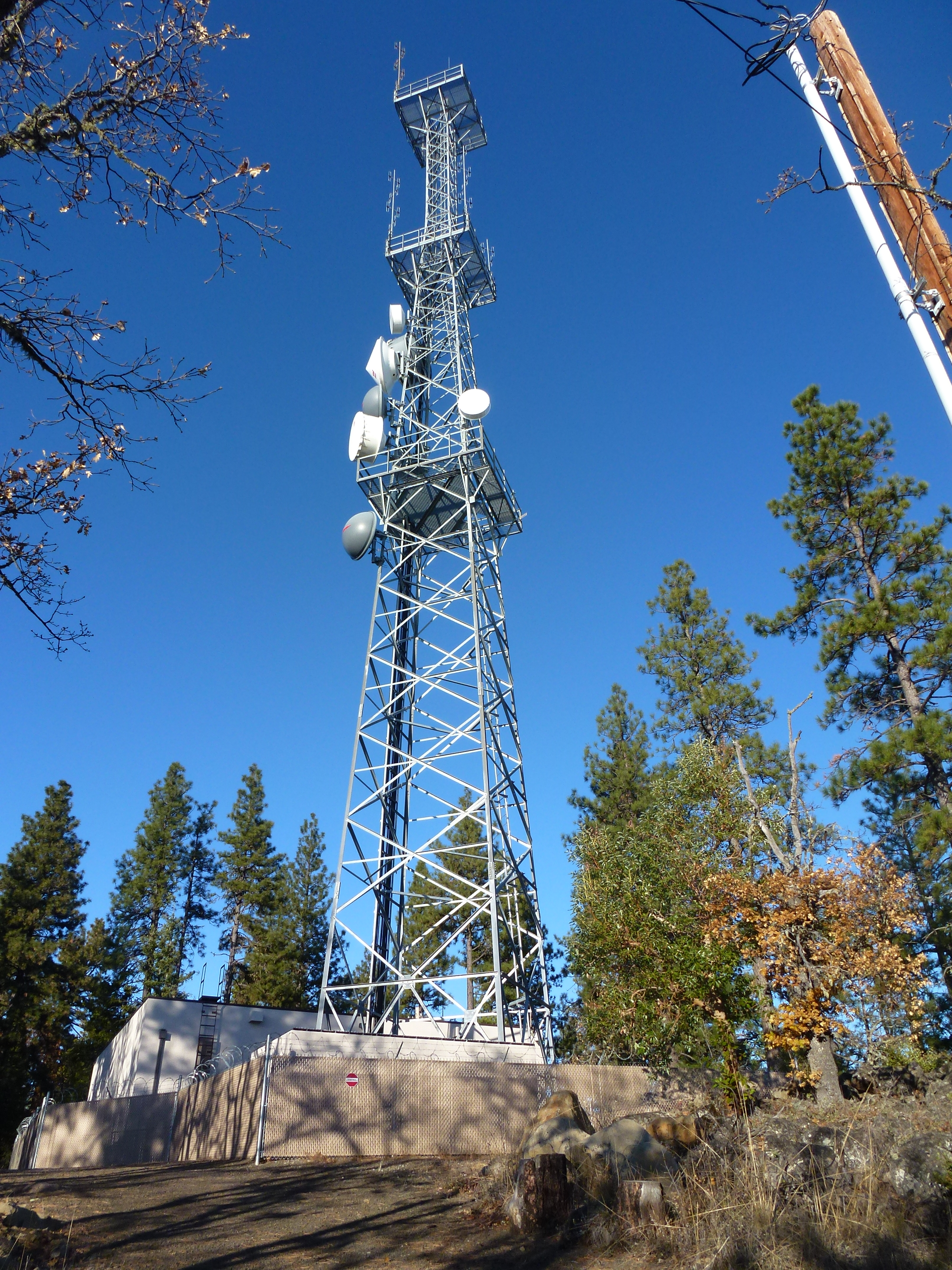
山顶上的无线电发射塔

普雷斯科特公园和罗克西·安峰的上山坡基本上保持在相对未经人类开发利用的状态，所处位置在梅德福市区范围和城市增长边界以外:14-15:73:8。2007年，峰顶建成一座高54.9米的无线电发射塔，取代了原有的3到4个24米高的塔:14-15。罗克西·安峰和附近的鲍尔迪是罗格谷仅有的两个主要发射机站所在地:14-15。
山峰南麓的住宅开发已连续多年呈上升趋势:7-8:9-10，其中又以单户住宅为主:14-15。建设的成本也出现明显上升，这其中部分是因为2003年通过的第3375号俄勒冈州众议院法案，其中要求任何在欠稳定土壤上施工、并且坡度大于20%的新建筑项目需要经过更多的审批流程，并且监管工作也会增强。法案中把新建地基的成本提高了一倍，达到2万到3万美元，对于已有建筑的改造成本则达到了10万美元。
罗克西·安峰的南部山麓也是罗克西·安酒庄的所在地，这是一间建于2002年的罗格谷葡萄酒庄。山的另一边建有干溪填埋场，是南俄勒冈第一个生物反应器填埋场，源于2006年一个通过收集甲烷来发电的项目:108:62。
2009年9月21日，罗克西·安峰的西山峰爆发野火，烧毁的面积约有256公顷。火灾导致2.5万居民家中停电，超过100户家庭被迫撤离，扑灭这场大火所花费的成本超过130万美元，不过没有建筑物在这期间受损。

## 动植物

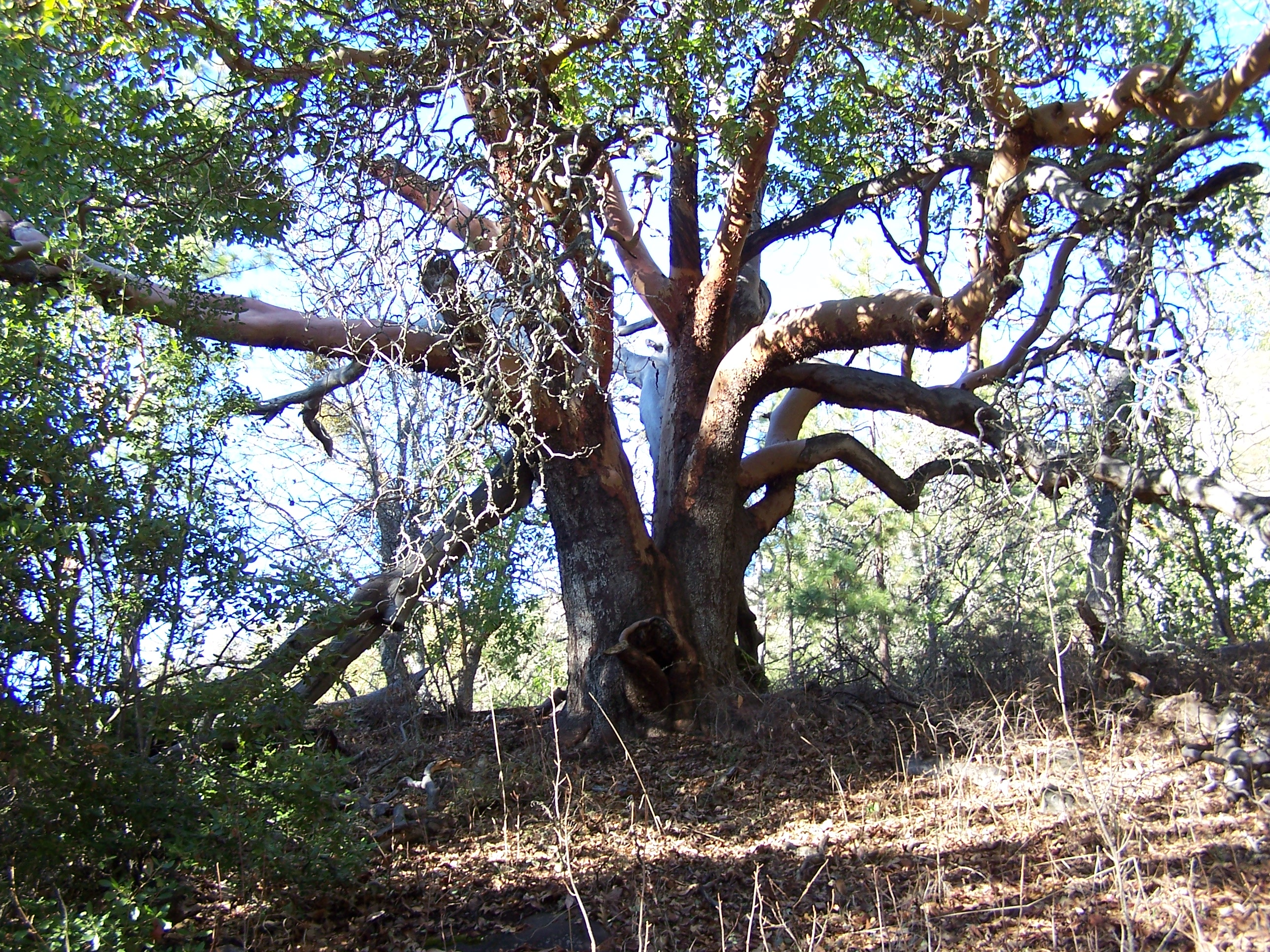
普雷斯科特公园的一棵大树

由于海拔高度范围大，并且地处喀斯喀特、克拉马斯和东喀斯喀特三个生态区之间，罗克西·安峰拥有高度的生物多样性。山的下山坡主要生长有灌木丛、橡树稀树草原和开阔草原:11-12，也有零散的加州黑橡树、俄勒冈白橡树和太平洋乔鹃木:11-12，还有像白桦叶山桃木、粘白叶熊果树、羚羊蔷薇科和太平洋毒橡树之类的硬叶灌木林:11-12。常见的草类包括蓝羊草和溚草。野花则有南俄勒冈毛茛、常见蓍草和托尔米星形郁金星:11-12。海拔更高的山坡上开始向混合型针叶林过渡，其中又以花旗松、西黄松、拟肖楠属、西部圆柏和太平洋玛都那树为主。树林的下木层则由红雪果、绿叶熊果属、粘白叶熊果树、鹿刷尾草和太平洋毒橡树等灌木组成，还有像匍枝雪果和爱达荷州高羊茅之类的草本植物。
山上生活有多种鸟类，其中包括生活在下山坡的蓝灰蚋鹩、琉璃彩鵐、橡树山雀、橡树啄木鸟和珠颈翎鹑，以及生活在上山坡的高山鹑、北美白眉山雀和红胸鳾。像库柏鹰、金雕、白头海鵰和草原隼之类的野生火鸡及猛禽也很常见。有少量物种会迁徙到山上过冬，如红玉冠戴菊鸟、黄腰白喉林莺和金冠带鹀。生活在山上的哺乳动物有黑尾鹿、美洲狮、短尾猫、臭鼬、浣熊、郊狼、熊、鼬和松鼠:11-12。有一大群罗斯福马鹿经常在山的西部山麓出没，其数量在2000年代中期一度膨胀到超过100头，造成了许多交通问题，还对当地梨园构成严重破坏，为此俄勒冈州鱼类和野生动物部将许多鹿迁至别处，到2009年时还剩下约40头。山上常见的其它野生动物包括西部响尾蛇和西部黑足蜱。

## 康乐休闲

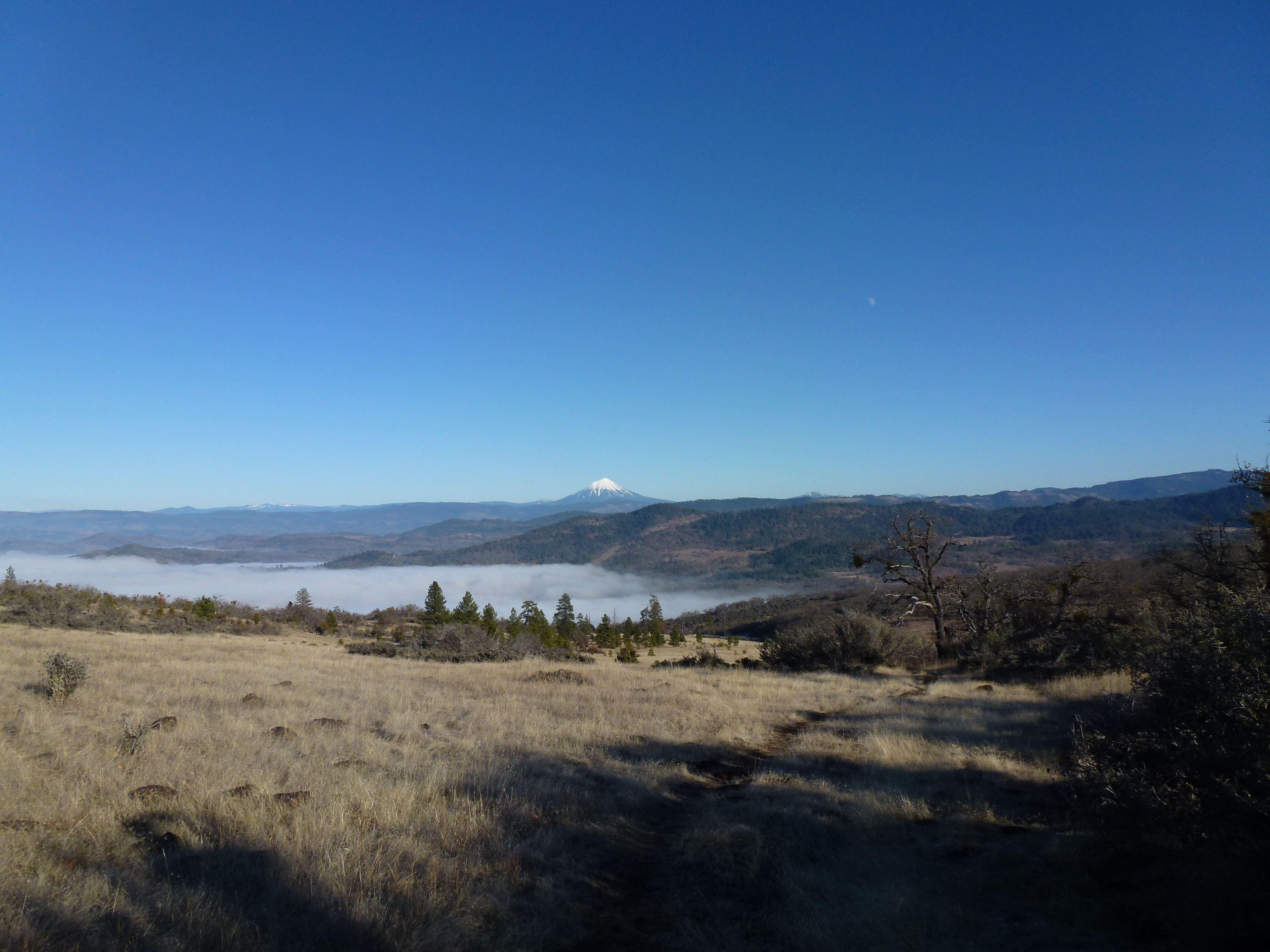
罗克西·安峰东面山坡上的风景

罗克西·安峰和普雷斯科特公园是梅德福最重要的视域、游憩和休闲所在:7-8:108:9-10。山上的热门休闲活动包括野餐、远足和山地自行车，普雷斯科特公园还有一段长6公里的专用道可以练习马术，其斜度范围从适中到陡峭不等。2013年8月，梅德福市和国际山地自行车协会一起公布了概念性的方案，详细说明公园步道系统未来的改善方面。这一方案计划在整个园区新建48公里的多用途步道，对已有步道及其指示牌作出改善，在山的西面增加新登山口，这些工作的预计成本约在36到72万美元之间。如果获得批准，第一阶段的建设工作将从2015年启动。
2012年4月，总部位于华盛顿县泰格德（Tigard）的一家公司在普雷斯科特公园开设了挑战课程，其中包括15种不同项目，8个地面项目和7个空中项目，每一个都由绳索、金属线、平台、爬梯和秋千组合而成，高度范围在距地面0.6米到12米之间。
游客可以通过位于山南面的罗克西·安路前往罗克西·安峰和普雷斯科特公园。路上有两道门，第一道位于山基附近，根据规定时间开放，第二道在第一道门后约1600米，位于公园边界，所有未经许可的车辆不得入内。经过第二座门约1600米后，道路会分成围绕山顶的环路，全长4.3公里，环路北侧有可以登上山顶的塔路。山上可以欣赏周围的广阔景观，包括罗格谷、阿什兰山、麦克拉克林峰、派勒特罗克、火山口湖周边，甚至向北110公里外的锡尔森山（Mount Thielsen）和向南120公里外的沙斯塔山:11-12。